# قائمة رؤساء مجلس الأمة الجزائري
هذه قائمة رؤساء مجلس الأمة الجزائري
| الاسم               | توّلى المنصب   | ترك المنصب        | المدة                        | رئيس الجمهورية                            |
| ------------------- | ------------- | ----------------- | ---------------------------- | ----------------------------------------- |
| محمد الشريف مساعدية | 4 جانفي 2001  | 1 يونيو 2002      | (سنةً واحدةً و4 أشهرٍ و28 يومًا) | عبد العزيز بوتفليقة                       |
| عبد القادر بن صالح  | 2 جويلية 2002 | 9 أبريل 2019      | (16 سنةً و9 أشهرٍ)             | عبد العزيز بوتفليقة                       |
| صالح قوجيل          | 9 أفريل 2019  | لا يزال في المنصب | (5 سنواتٍ و11 شهرًا و12 يومًا)  | عبد القادر بن صالح (مؤقت) عبد المجيد تبون |